# Penstemon hintonii
Penstemon hintonii är en grobladsväxtart som beskrevs av Richard Myron Straw. Penstemon hintonii ingår i släktet penstemoner, och familjen grobladsväxter. Inga underarter finns listade i Catalogue of Life.